# Франсуа Люксембургский
Принц Франсуа Люксембургский (фр. François de Luxembourg; род. 27 марта 2023, Люксембург, Люксембург) — принц Люксембурга, младший сын наследного великого герцога Гийома и его супруги Стефании де Ланнуа. Внук великого герцога Анри и великой герцогини Марии Терезы.
Третий в списке наследования люксембургского престола.

## Биография
Франсуа Люксембургский родился 27 марта 2023 года в Люксембурге в семье наследного великого герцога Гийома и его супруги Стефании де Ланнуа. У него есть старший родной брат — принц Шарль (род. 2020). При рождении получил имя Франсуа Анри Луи Мари Гийом (фр. François Henri Luis Marie Guillaume).
3 июня 2023 года в церкви Фишбаха прошла церемония крещения принца Франсуа, которую провёл архиепископ Люксембурга Жан-Клод Холлериш. Его крёстными родителями стали принцесса Александра Люксембургская (младшая сестра отца) и Кристиан де Ланнуа (брат матери).

## Награды
- Орден Адольфа Нассау (27 марта 2023)